# Huesca (tartomány)
Huesca (spanyolul: Provincia de Huesca, aragónul Provincia de Uesca) egy tartomány Spanyolországban, Aragónia autonóm közösség északi részén. Székhelye, Huesca a mór uralom alatt a huescai emírség központja volt.

## Földrajz
Északi része a Pireneusokhoz, déli része az Ebro völgyéhez tartozik.

## Közigazgatási felosztása
A tartomány 202 közösségét 10 járásba (comarca) osztották be: 
| Alto Gállego járás           | székhelye: Sabiñánigo                |
| Bajo Cinca járás             | székhelye: Fraga                     |
| Cinca Medio járás            | székhelye: Monzón                    |
| Hoya de Huesca járás         | székhelye: Huesca                    |
| Jacetania járás              | székhelye: Jaca                      |
| La Litera járás              | székhelye: Tamarite de Litera        |
| Monegros járás               | székhelye: Sariñena                  |
| Ribagorza járás              | székhelye: Graus, korábban Benabarre |
| Sobrarbe járás               | székhelye: Aínsa-Sobrarbe és Boltaña |
| Somontano de Barbastro járás | székhelye: Barbastro                 |

Ezeknek a járásoknak egyaránt Huesca tartományban van a székhelye, de négy járás egyes közösségei Zaragoza tartományhoz tartoznak. Ezek a közösségek:
- Bajo Cinca járásból Mequinenza;
- Hoya de Huesca járásból Murillo de Gállego és Santa Eulalia de Gállego.
- Jacetania járásból Artieda, Mianos, Salvatierra de Esca és Sigüés.
- Monegros járásból La Almolda, Bujaraloz, Farlete, Leciñena, Monegrillo és Perdiguera.